# Canton de Gif-sur-Yvette
Le canton de Gif-sur-Yvette est une circonscription électorale française française située dans le département de l'Essonne et la région Île-de-France.
À la suite du redécoupage cantonal de 2014, les limites territoriales du canton sont remaniées. Le nombre de communes du canton passe de 1 à 12.

## Historique
Le canton de Gif-sur-Yvette fut créé par un décret ministériel du 7 décembre 1975 par démembrement du canton d'Orsay en reprenant les limites de la commune de Gif-sur-Yvette.
Par décret du 24 février 2014, le nombre de cantons du département est divisé par deux, avec mise en application aux élections départementales de mars 2015. Le canton de Gif-sur-Yvette est conservé et s'agrandit. Il passe de 1 à 12 communes.

## Représentation

### Représentation avant 2015
| Période | Période | Identité        | Étiquette                       | Qualité |
| ------- | ------- | --------------- | ------------------------------- | --- |
| 1976    | 1998    | Michel Pelchat  | PS (de 1976 à 1979) puis UDF-PR | Ingénieur CEA Député (1986-1995) sénateur (1995-2004) Premier vice-président du conseil général (1982-1998) Conseiller municipal de Boussy-Saint-Antoine puis de Gif-sur-Yvette |
| 1998    | 2004    | Louis Sangouard | PS                              | Ingénieur Conseiller municipal de Gif-sur-Yvette |
| 2004    | 2015    | Michel Bournat  | UMP                             | Chef d'entreprise Maire de Gif-sur-Yvette |

### Représentation depuis 2015
| Période élective | Période élective | Mandat | Mandat   | Identité       | Nuance | Nuance | Qualité |
| ---------------- | ---------------- | ------ | -------- | -------------- | ------ | ------ | --- |
| 2015             | 2021             | 2015   | 2021     | Michel Bournat |        | DVD    | Directeur des ressources humaines Maire de Gif-sur-Yvette (2001 → ) Président de la Communauté d'agglomération                                              |
| 2015             | 2021             | 2015   | 2021     | Laure Darcos   |        | LR     | Cadre de l'édition, collaborateur parlementaire Sénatrice de l'Essonne (2017 → )                                                                            |
| 2021             | 2028             | 2021   | en cours | Michel Bournat |        | LR     | Conseiller sortant - 1er Vice-président en charge des partenariats avec les territoires, l'enseignement supérieur, la recherche et des projets transversaux |
| 2021             | 2028             | 2021   | en cours | Laure Darcos   |        | DVD    | Conseillère sortante |

### Résultats détaillés

#### Élections de mars 2015
À l'issue du 1er tour des élections départementales de 2015, deux binômes sont en ballottage : Michel Bournat et Laure Darcos (UMP, 47,64 %) et Yvan Lubraneski et Céline Ramstein (Union de la Gauche, 32,77 %). Le taux de participation est de 53,51 % (25 585 votants sur 47 811 inscrits) contre 47,42 % au niveau départemental et 50,17 % au niveau national.
Au second tour, Michel Bournat et Laure Darcos (UMP) sont élus avec 58,76 % des suffrages exprimés et un taux de participation de 50,35 % (13 447 voix pour 24 072 votants et 47 808 inscrits).
Michel Bournat a quitté LR.

#### Élections de juin 2021
Le premier tour des élections départementales de 2021 est marqué par un très faible taux de participation (33,26 % au niveau national). Dans le canton de Gif-sur-Yvette, ce taux de participation est de 42,4 % (19 870 votants sur 46 861 inscrits) contre 30,18 % au niveau départemental. À l'issue de ce premier tour, deux binômes sont en ballottage : Michel Bournat et Laure Darcos (Union à droite, 53,44 %) et Serge Audinet et Sonia Roisin (Union à gauche avec des écologistes, 36,36 %).
Le second tour des élections est marqué une nouvelle fois par une abstention massive équivalente au premier tour. Les taux de participation sont de 34,36 % au niveau national, 32,47 % dans le département et 44,74 % dans le canton de Gif-sur-Yvette. Michel Bournat et Laure Darcos (Union à droite) sont élus avec 61,8 % des suffrages exprimés (12 522 voix pour 20 970 votants et 46 867 inscrits),,.

### Résultats électoraux
Élections cantonales, résultats des deuxièmes tours :
- Élections cantonales de 1992 : 51,40 % pour Michel Pelchat (UDF) élu au premier tour, 17,77 % pour Yves Droulers (PS), 69,20 % de participation[15].
- Élections cantonales de 1998 : 50,74 % pour Louis Sangouard (PS), 49,26 % pour Michel Pelchat (UDF), 50,97 % de participation[16].
- Élections cantonales de 2004 : 50,87 % pour Michel Bournat (UMP) élu au premier tour, 37,10 % pour Frédéric Trouttet (PS), 66,82 % de participation[17].
- Élections cantonales de 2011 : 54,85 % pour Michel Bournat (UMP), 45,15 % pour Fabienne Elbaz (VEC), 46,26 % de participation[18].

Élections départementales, résultats des deuxièmes tours
- Élections départementales de 2015 : 58,76 % pour Michel Bournat et Laure Darcos (LR), 41,24 % pour Yvan Lubraneski et Céline Ramstein(UG), 50,35 % de participation[19].
- Élections départementales de 2021 : 61,80 % pour Michel Bournat et Laure Darcos (LR), 38,20 % pour Serge Audinet et Sonia Roisin(UG), 44,74 % de participation[20].

## Composition

### Composition avant 2015

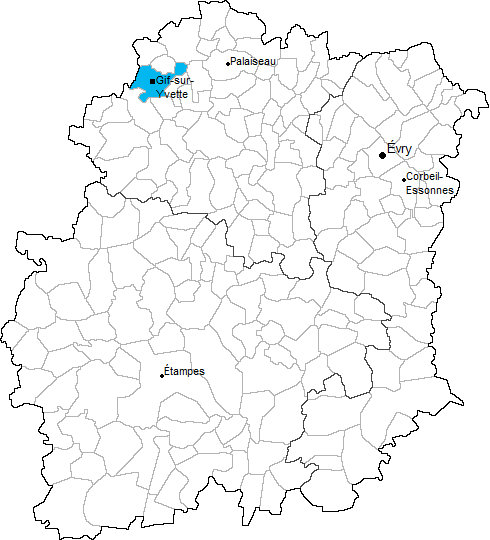
Situation du canton dans le département de l'Essonne avant 2015

Le canton de Gif-sur-Yvette correspondait à la commune de Gif-sur-Yvette.
| Nom                        | Code Insee | Codepostal | Superficie (km2) | Population (dernière pop. légale) | Densité (hab./km2) |
| -------------------------- | ---------- | ---------- | ---------------- | --------------------------------- | ------------------ |
| Gif-sur-Yvette (chef-lieu) | 91272      | 91190      | 11,60            | 20 346 (2012)                     | 1 754              |

### Composition depuis 2015
Le canton comprend douze communes entières.
| Nom                                    | Code Insee | Intercommunalité         | Superficie (km2) | Population (dernière pop. légale) | Densité (hab./km2) | Modifier                                    |
| -------------------------------------- | ---------- | ------------------------ | ---------------- | --------------------------------- | ------------------ | ------------------------------------------- |
| Gif-sur-Yvette (bureau centralisateur) | 91272      | CA Paris-Saclay          | 11,60            | 22 578 (2022)                     | 1 946              | modifier les données · modifier les données |
| Bièvres                                | 91064      | CA Versailles Grand Parc | 9,69             | 4 700 (2022)                      | 485                | modifier les données · modifier les données |
| Boullay-les-Troux                      | 91093      | CC du Pays de Limours    | 4,80             | 632 (2022)                        | 132                | modifier les données · modifier les données |
| Bures-sur-Yvette                       | 91122      | CA Paris-Saclay          | 4,17             | 9 481 (2022)                      | 2 274              | modifier les données · modifier les données |
| Gometz-la-Ville                        | 91274      | CC du Pays de Limours    | 9,86             | 1 512 (2022)                      | 153                | modifier les données · modifier les données |
| Les Molières                           | 91411      | CC du Pays de Limours    | 7,02             | 1 935 (2022)                      | 276                | modifier les données · modifier les données |
| Pecqueuse                              | 91482      | CC du Pays de Limours    | 7,40             | 567 (2022)                        | 77                 | modifier les données · modifier les données |
| Saclay                                 | 91534      | CA Paris-Saclay          | 13,65            | 4 380 (2022)                      | 321                | modifier les données · modifier les données |
| Saint-Aubin                            | 91538      | CA Paris-Saclay          | 3,57             | 671 (2022)                        | 188                | modifier les données · modifier les données |
| Vauhallan                              | 91635      | CA Paris-Saclay          | 3,34             | 1 954 (2022)                      | 585                | modifier les données · modifier les données |
| Verrières-le-Buisson                   | 91645      | CA Paris-Saclay          | 9,91             | 14 772 (2022)                     | 1 491              | modifier les données · modifier les données |
| Villiers-le-Bâcle                      | 91679      | CA Paris-Saclay          | 6,03             | 1 040 (2022)                      | 172                | modifier les données · modifier les données |
| Canton de Gif-sur-Yvette               | 9110       |                          | 91,04            | 64 222 (2022)                     | 705                | modifier les données                        |

## Démographie

### Démographie avant 2015

#### Évolution démographique
| 1975   | 1982   | 1990   | 1999   | 2006   | 2011   | 2012   |
| ------ | ------ | ------ | ------ | ------ | ------ | ------ |
| 12 945 | 17 166 | 19 754 | 21 364 | 21 816 | 20 622 | 20 346 |

#### Pyramide des âges
| Hommes | Classe d’âge | Femmes |
| ------ | ------------ | ------ |
| 0,1    | 90 ans ou +  | 0,5    |
| 5,0    | 75 à 89 ans  | 6,6    |
| 14,2   | 60 à 74 ans  | 15,2   |
| 19,6   | 45 à 59 ans  | 22,6   |
| 17,3   | 30 à 44 ans  | 19,6   |
| 24,0   | 15 à 29 ans  | 17,2   |
| 19,6   | 0 à 14 ans   | 18,3   |

| Hommes | Classe d’âge | Femmes |
| ------ | ------------ | ------ |
| 0,7    | 90 ans ou +  | 1,9    |
| 7      | 75 à 89 ans  | 9,5    |
| 16,6   | 60 à 74 ans  | 17,5   |
| 20     | 45 à 59 ans  | 19,5   |
| 18,8   | 30 à 44 ans  | 18,3   |
| 18,3   | 15 à 29 ans  | 16,7   |
| 18,6   | 0 à 14 ans   | 16,7   |

### Démographie depuis 2015
En 2022, le canton comptait 64 222 habitants, en évolution de +1,5 % par rapport à 2016 (Essonne : +2,89 %, France hors Mayotte : +2,11 %).
| 2013   | 2018   | 2022   |
| ------ | ------ | ------ |
| 62 880 | 63 166 | 64 222 |

## Économie

### Emplois, revenus et niveau de vie
| Répartition des emplois par catégories socioprofessionnelles en 2006. |              |                                           |                                                   |                            |                          |                           |
|                                                                       | Agriculteurs | Artisans, commerçants, chefs d'entreprise | Cadres et professions intellectuelles supérieures | Professions intermédiaires | Employés                 | Ouvriers                  |
| Canton de Gif-sur-Yvette                                              | 0,0 %        | 2,7 %                                     | 45,8 %                                            | 24,7 %                     | 21,0 %                   | 5,8 %                     |
| Département de l'Essonne                                              | 0,2 %        | 4,5 %                                     | 22,1 %                                            | 27,7 %                     | 27,6 %                   | 17,9 %                    |
| Moyenne nationale                                                     | 2,2 %        | 6,0 %                                     | 15,4 %                                            | 24,6 %                     | 28,7 %                   | 23,2 %                    |
| Répartition des emplois par secteurs d'activités en 2006.             |              |                                           |                                                   |                            |                          |                           |
|                                                                       | Agriculture  | Industrie                                 | Construction                                      | Commerce                   | Services aux entreprises | Services aux particuliers |
| Canton de Gif-sur-Yvette                                              | 0,2 %        | 5,9 %                                     | 1,6 %                                             | 8,9 %                      | 50,1 %                   | 5,6 %                     |
| Département de l'Essonne                                              | 0,8 %        | 11,5 %                                    | 6,1 %                                             | 15,4 %                     | 18,8 %                   | 6,4 %                     |
| Moyenne nationale                                                     | 3,5 %        | 15,2 %                                    | 6,4 %                                             | 13,3 %                     | 13,3 %                   | 7,6 %                     |
| Sources : Insee,                                                      |              |                                           |                                                   |                            |                          |                           |

## Géographie
| Type d'occupation           | Pourcentage | Superficie (en hectares) |
| --------------------------- | ----------- | ------------------------ |
| Espace urbain construit     | 44,8 %      | 529,87                   |
| Espace urbain non construit | 16,4 %      | 194,12                   |
| Espace rural                | 38,8 %      | 458,18                   |
| Source : Iaurif             |             |                          |

Le canton de Gif-sur-Yvette est organisé autour de la commune de Gif-sur-Yvette dans l'arrondissement de Palaiseau. Son altitude varie entre cinquante-sept mètres et cent soixante-douze mètres à Gif-sur-Yvette, pour une altitude moyenne de soixante et un mètres.